# Viggo Brun

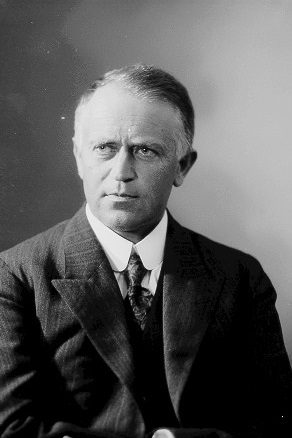
Viggo Brun in 1927

Viggo Brun (Lier, 13 oktober 1885 - Drøbak, 15 augustus 1978) was een Noors wiskundige.
Hij studeerde aan de universiteit van Oslo en begon zijn carrière als wetenschapper aan de universiteit van Göttingen in 1910. In 1923 werd hij professor aan de Technische Universiteit in Trondheim en in 1946 aan de universiteit van Oslo. In 1955 ging hij met emeritaat.
Hij liet onder andere zien dat de som van de omgekeerden van priemtweelingen convergeert naar een getal dat bekendstaat als de constante van Brun.